# Parocja perska
Parocja perska, znana też jako „żelazne drzewo” (Parrotia persica (DC.) C. A. Mey.) – gatunek małych drzew lub krzewów z rodziny oczarowatych. Naturalnie występuje w Azji Zachodniej w północnym Iranie i Azerbejdżanie, zwłaszcza w Górach Tałyskich. Rośnie w lasach w niższych położeniach, przybierając w nich formę drzewa, oraz na obszarach górskich, na wyższych wysokościach, zwykle w formie krzewu. Występuje zwykle w towarzystwie dębu kasztanolistnego, klonów, grabów i brzostownic.
Roślina uprawiana jest jako ozdobna, do jej walorów należą intensywne kolory jesienne liści – żółte, czerwone do fioletowych.
Nazwa rodzajowa pochodzi od nazwiska podróżnika F.W. Parrota, który w 1829 roku zdobył górę Ararat.

## Morfologia
PokrójDorasta do 20 metrów wysokości, choć spotykane są osobniki sięgające i 25 m. Korona przeważnie dość szeroka i rozłożysta, kulista, robiąca wrażenie gęstej, z bardzo długimi, daleko odstającymi gałęziami, mocno splątanymi ze sobą, czasem zrastającymi się. Drzewo przeważnie ma wiele pni, poskręcanych i zwęźlonych. Okazy z jednym pniem są zwykle bardzo niskie i silne rozgałęzione tuż nad ziemią.
KoraBrunatnoszara lub lekko czerwonawa, oddziela się i odpada większymi, okrągławymi płatami, pozostawiając jasnożółte lub brązowe plamy które stopniowo ciemnieją.
LiściePodłużno-owalne, odwrotnie jajowate, niekiedy prawie okrągłe, o długości 5–20 cm i szerokości 3–7 cm, u nasady klinowate, z przodu tępe i zaokrąglone, nierówno karbowane, lekko pofalowane albo prawie całobrzegie. Nieco pomarszczone, dość sztywne i skórzasto twarde. Z wierzchu ciemnozielone i błyszczące, od spodu jaśniejsze i po rozwinięciu się delikatnie owłosione. Jesienią przybierają barwę purpurową, czasem z fioletowym odcieniem i zostają na drzewach nawet do grudnia.
KwiatyPojawiają się wczesną wiosną przed listnieniem skupione po 3–7 w główkowate kwiatostany. Są obupłciowe lub tylko męskie. Pozbawione są korony. Działki kielicha w liczbie 7–8, są skrętoległe, połączone są u nasady, nieregularnego kształtu i trwałe. Kwiaty wsparte są okazałymi, brązowymi przysadkami. W kwiatach rozwija się 5–7  jaskrawoczerwonych pręcików oraz dwa słupki.
OwoceOwłosione, drewniejące, dwukomorowe torebki pękające dwoma klapami i zawierające w każdej z komór pojedyncze, eliptyczne nasiono.

## Biologia i ekologia

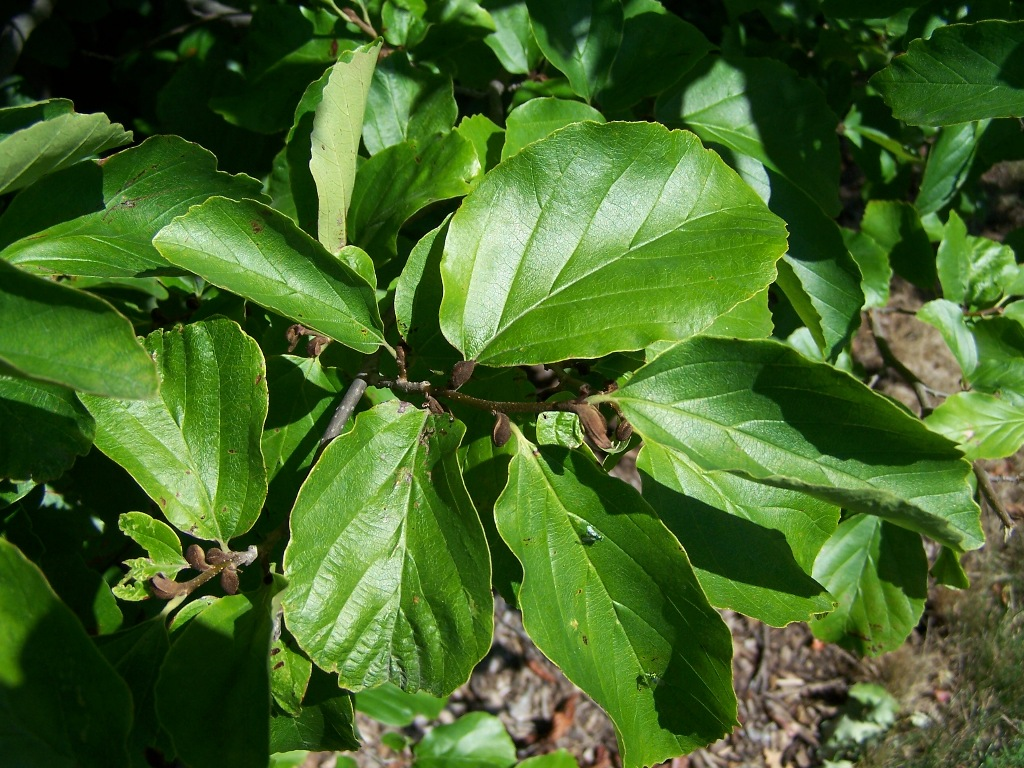
Liście

Krzewy i drzewa wolno rosnące. Do 15 m dorastają w naturze po 150 latach. Kwiaty rozwijają się późną zimą lub wczesną wiosną i są one wiatropylne. Jesienią liście przebarwiają się na płomienne, złotożółte lub szkarłatnoczerwone kolory.
Jest wyjątkiem wśród oczarowatych tolerującym gleby o wysokim stężeniu wapnia i odpornym na susze oraz duże nasłonecznienie.

## Zastosowanie
Roślina uprawiana jest jako ozdobna. 
Drewno z różowym odcieniem, zwarte i twarde, lecz mało sprężyste, dobrze obrabialne mechanicznie. Wykorzystywane było dawniej jako substytut metali do wyrobu części maszyn (stąd nazwa "drzewo żelazne"). Obecnie stosowane w przemyśle meblarskim.